# Federseemuseum
Das Federseemuseum ist ein archäologisches Freilichtmuseum, dessen Schwerpunkt im Bereich der vorrömischen Besiedlung an den Seeufern des nordalpinen Raums liegt. Das Museum ist ein Zweigmuseum des Archäologischen Landesmuseums Baden-Württemberg und zugleich zentrales Informationszentrum für das UNESCO-Welterbe Prähistorische Pfahlbauten um die Alpen.

## Geografische Gegebenheiten
Das Museum liegt am Federsee bei Bad Buchau im Landkreis Biberach in Baden-Württemberg. Der Federsee ist eine Moorlandschaft in Oberschwaben. Durch die dort mögliche Feuchtbodenerhaltung archäologischer Funde sind in großem Umfang auch Gegenstände aus organischem Material aus Jagdlagern, Pfahlbauten und urgeschichtlichen Moorsiedlungen überliefert. Etwa zwei Kilometer südöstlich von Bad Buchau liegt die „Wasserburg Buchau“, eine spätbronzezeitliche Feuchtbodensiedlung.

## Geschichte

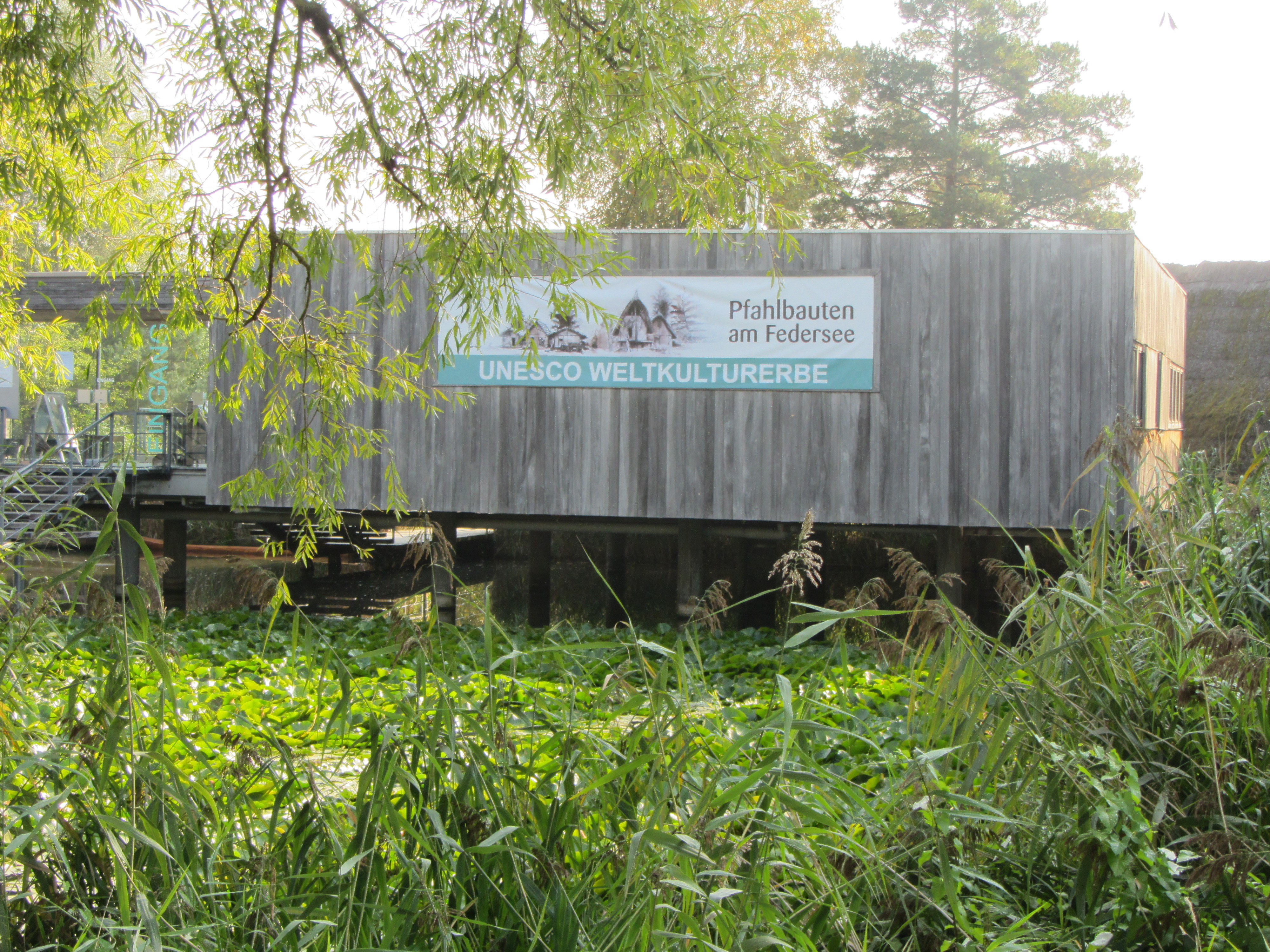
Federseemuseum: Als die Pfahlbauten Welterbe wurden

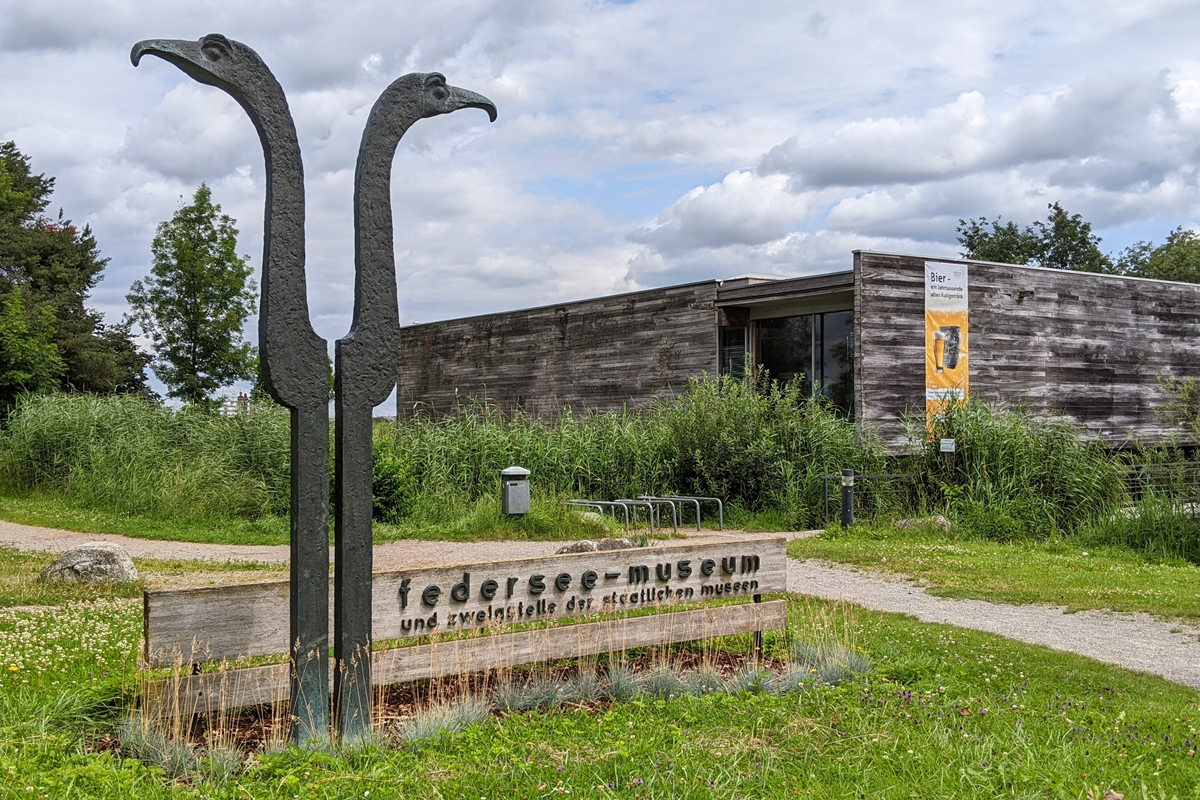
Zugang zum Museum mit Nachbildung historischer Feuerböcke, die das Logo des Museums bilden

1919 wurde das Federseemuseum vom Verein für Altertumskunde und Heimatpflege gegründet. Zunächst war es im Schloss untergebracht. Durch die starken Aktivitäten des ebenfalls in dieser Zeit neu gegründeten Seminars für Urgeschichte der Universität Tübingen in der Region wuchs die Sammlung des Museums erheblich. Sie wurde im Zweiten Weltkrieg ausgelagert und anschließend provisorisch im Reichsstift Buchau gezeigt. 1968 konnte der Neubau bezogen werden. In den 1980er Jahren wurde es zu einem Zweigmuseum des Württembergischen Landesmuseums in Stuttgart, 2003 ging es in die Zuständigkeit des |Archäologischen Landesmuseums Baden-Württemberg in Konstanz über.
1998 bis 2000 wurde das Freigelände eingerichtet.
Als 2011 die Prähistorischen Pfahlbauten um die Alpen UNESCO-Welterbe wurden, machte das Land Baden-Württemberg das Federseemuseum zu seinem zentralen Informationszentrum für dieses Welterbe.
2013/2014 fand eine umfangreiche Sanierung des Museumsgebäudes statt, der sich 2016 die große Landesausstellung „4000 Jahre Pfahlbauten“ anschloss. Teile dieser Sonderausstellung wurden anschließend in die Dauerausstellung übernommen.

## Museum
Das Federseemuseum hat drei Schwerpunkte:

### Ausstellung

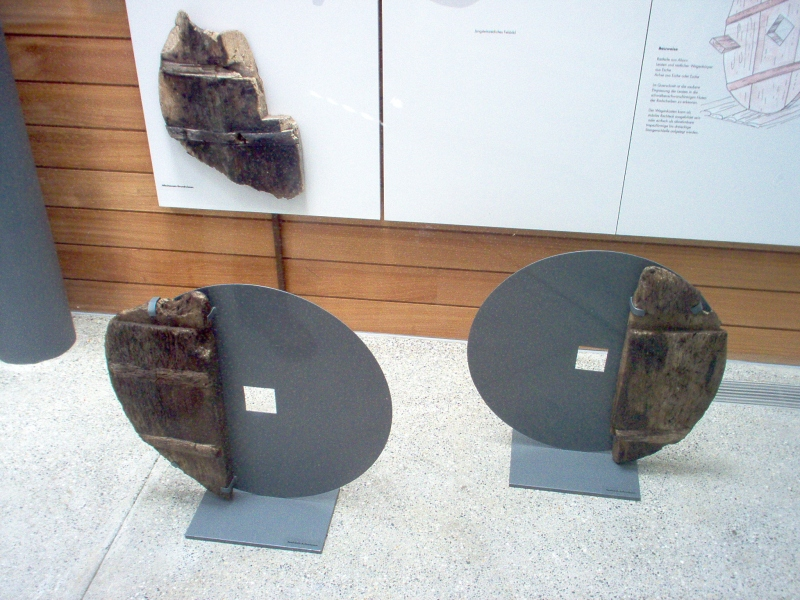
Teilweise erhaltene Wagenräder im Federseemuseum

Die Dauerausstellung umfasst eine Fläche von knapp 500 m³. Zu deren herausragenden Exponaten gehört ein hölzernes Wagenrad aus dem Jahr 2897 v. Chr. Es hat einen Durchmesser vom 56 cm, besteht aus Ahornholz und gehört „zu den wenigen erhaltenen, weltweit ältesten Radfunden“.

### Freigelände

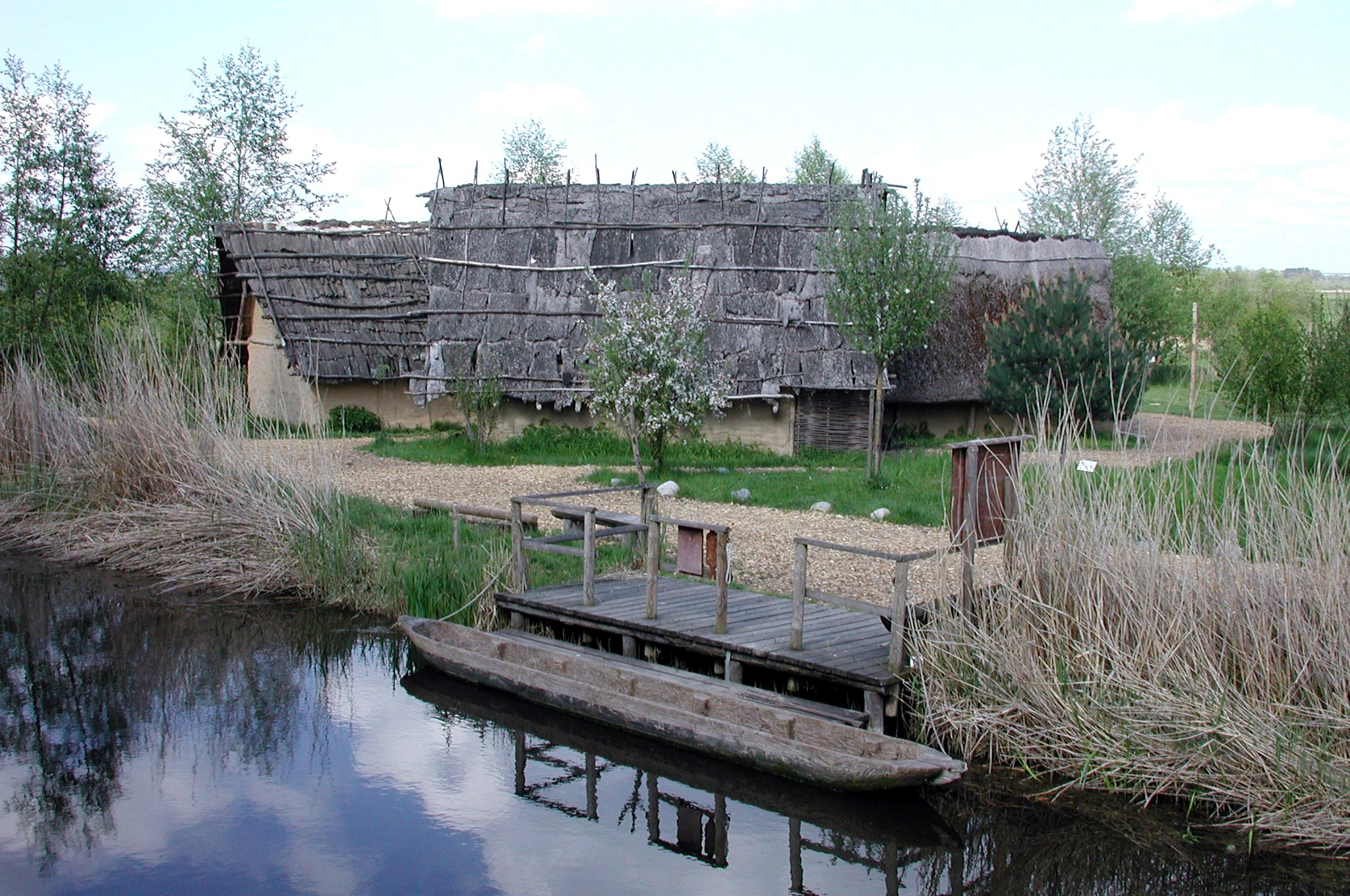
Federseemuseum, archäologisches Freigelände: rekonstruiertes Moordorf

Das archäologische Freigelände zeigt Rekonstruktionen von 12 prähistorischen Häusern und Hütten. Sie entstanden zwischen 1998 und 2000 aufgrund archäologischer Befunde aus Moorsiedlungen und Pfahlbauten des Federseegebietes. Hierzu wurden die originalen Materialien (Holz, Lehm, Schilf und Stroh) und historische Bautechniken verwendet.

### Archäologischer Lehrpfad
Der archäologische Moor-Lehrpfad führt über elf Stationen zu den Moorsiedlungen im südlichen Ried. Die Stationen werden auf Informationstafeln vorgestellt, die Auskunft über Gebäude, Palisaden, und Wissenswertes zum Naturschutzgebiet Federsee sowie dessen Veränderungen in Flora und Fauna seit der Bronzezeit.

### Weitere Angebote
Das Museum bietet zudem museumspädagogische Angebote (z. B. Projekte für Schulklassen, Kinderwerkstätten, ArchäoTheater und Fahrten mit Einbaum auf dem Museumsteich) und zeigt Sonderausstellungen. Zwischen 2004 und 2015 waren es 15, denen 2016 die große Landesausstellung „4000 Jahre Pfahlbauten“ folgte.

## Gebäude
Das Museumsgebäude wurde nach Plänen des Museumsarchitekten Manfred Lehmbruck (1913–1992) errichtet. Glas und Holz dominieren und es steht über einem Teich und in der umgebenden Riedlandschaft. Es gilt als beispielhafte Museumsarchitektur der 1960er Jahre und ist ein Kulturdenkmal aufgrund des Gesetzes zum Schutz der Kulturdenkmale des Landes Baden-Württemberg.